# .kn
.kn는 세인트키츠 네비스의 인터넷 국가 코드 최상위 도메인이다. 푸에트로리코 대학에서 관리한다. 1991년에 개설되었다.

## 2차 도메인
다음과 같은 2차 도메인을 사용할 수 있다.
- net.kn: 네트워크 (제한되어있지 않음)
- org.kn: 조직 (제한되어있지 않음)
- edu.kn: 교육
- gov.kn: 정부 기관